# Boris Tokarev
Pour les articles homonymes, voir Boris Tokarev (acteur).
Boris Sergeyevich Tokarev  (russe : Борис Сергеевич Токарев ; né le 16 mai 1927 à Nevinnomyssk et mort le 17 décembre 2002) est un athlète russe, spécialiste du sprint.

## Carrière
Concourant sous les couleurs de l'URSS, il remporte la médaille d'argent des Jeux olympiques de 1952, à Helsinki, aux côtés de Levan Kalyayev, Levan Sanadze et Vladimir Sukharev, l'équipe soviétique terminant à deux dixièmes de seconde du relais des États-Unis.
Médaillé de bronze du 4 × 100 m lors des Championnats d'Europe de 1954, il monte sur la deuxième marche du podium des Jeux olympiques de 1956, à Melbourne, en compagnie de Leonid Bartenev, Yuri Konovalov et Vladimir Sukharev. Il se classe par ailleurs 5e de la finale du 200 mètres.

### Palmarès
| Date | Compétition           | Lieu      | Résultat | Épreuve   |
| ---- | --------------------- | --------- | -------- | --------- |
| 1952 | Jeux olympiques       | Helsinki  | 2e       | 4 × 100 m |
| 1954 | Championnats d'Europe | Berne     | 3e       | 4 × 100 m |
| 1956 | Jeux olympiques       | Melbourne | 2e       | 4 × 100 m |
| 1958 | Championnats d'Europe | Stockholm | 3e       | 4 × 100 m |

### Records
| Épreuve | Performance | Lieu | Date |
| ------- | ----------- | ---- | ---- |
| 100 m   | 10 s 3      |      | 1956 |
| 200 m   | 20 s 9      |      | 1955 |